# Benedict Point
Der Benedict Point ist eine Landspitze auf der Ostseite der Lavoisier-Insel in der Gruppe der Biscoe-Inseln westlich der Antarktischen Halbinsel. Sie liegt 8 km südlich des Kap Leblond und begrenzt südlich die Einfahrt vom Crystal Sound in die Bahía Howard.
Kartiert wurde das Kap während der Falkland Islands and Dependencies Aerial Survey Expedition (1956–1957). Das UK Antarctic Place-Names Committee benannte es 1960 nach dem US-amerikanischen Chemiker und Physiologen Francis Gano Benedict (1870–1957), der zu Beginn des 20. Jahrhunderts gemeinsam mit Wilbur Olin Atwater (1844–1907) das Verfahren der Kalorimetrie zur Aufklärung von Stoffwechselvorgängen optimiert hatte.